# هاروتیون خاچاتریان
هاروتیون روبنی خاچاتریان (ارمنی: Հարություն Ռուբենի Խաչատրյան؛ زادهٔ ۹ ژانویهٔ ۱۹۵۵) یک تهیه‌کننده و کارگردان فیلم، فیلم‌نامه‌نویس اهل ارمنستان است.
وی در سال ۱۹۸۱ از بخش فیلم دانشکده فنی مؤسسه تربیتی دولتی ارمنستان در ایروان فارغ‌التحصیل شده‌است.
خاچاتریان مدیرکل جشنواره بین‌المللی فیلم زردآلوی طلایی ایروان و عضو دارای حق در آکادمی فیلم اروپا از سال ۲۰۰۶ می‌باشد.

## زندگی‌نامه
هاروتون خاچاتریان در ۹ ژانویه ۱۹۵۵ در آخالکلاک به دنیا آمد. در سال ۱۹۸۱ از گروه فیلم دانشکده فرهنگی مؤسسه آموزش دولتی ارمنستان در ایروان فارغ‌التحصیل شد. وی به عنوان دستیار کارگردان و کارگردان فیلم در استودیوی مستند ارمنی مشغول کار شد او مدتی بعد در استودیوی هایفیلم/آرمن کار کرد. در سال ۲۰۰۳ کاچاتریان جایزه ای از دولت ارمنستان دریافت کرد و هنرمند شایسته جمهوری ارمنستان شد.

## جوایز
- جایزه شاهزاده کلاوس (هلند ۲۰۰۷)
- جایزه لنین کومسومول
- مدال موسس خورناتسی

## فیلم‌شناسی
- Border (مستند)
- 2005 Return of the Poet (مستند)
- 2003 Documentarist (مستند)
- 1994 Verjin kayan
- 1991 Veradardz avetyats yerkir (مستند)
- 1990 Wind of Oblivion
- 1988 White Town (مستند کوتاه)
- 1987 Kond (مستند کوتاه)
- 1985 A Visit with the Commander (مستند کوتاه)
- 1985 Chronicles of an Event (مستند کوتاه)
- 1981 The Voices of the Neighbourhood (مستند کوتاه)